# 주안 프란세스크 페레르 시실리아
주안 프란세스크 페레르 시실리아(카탈루냐어: Joan Francesc Ferrer Sicilia, 1970년 1월 1일, 카탈루냐 주 빌라사르 데 마르 ~)는 흔히 루비(카탈루냐어: Rubi)로 알려진 스페인의 전 축구 선수로, 현역 시절 측면 미드필더로 활약했으며, 현재 알메리아의 감독이다.

## 선수 경력
카탈루냐 주 바르셀로나 도 빌라사르 데 마르 출신인 루비는 세군다 디비시온 B가 10년의 현역 시절 활동한 가장 큰 무대였다. 그가 처음 활약한 구단은 빌라사르 데 마르로 1989년에 첫 경기를 치렀다.
루비는 만례우와 테라사 시절에 세군다 디비시온 승격 플레이오프전까지 갔지만, 모두 떨어졌다. 만례우 시절에는 1994년 5월 29일에 엑스트레마두라와 3-3으로 비긴 원정 경기에서 득점을 올리기도 했으나, 결국, 승격 조에서 준우승에 머물렀다.

## 감독 경력
루비는 빌라사르 데 마르 감독으로 지도자 경력을 시작했는데, 그의 연고 지역에서 여러 테르세라 디비시온 구단의 감독을 맡았다. 그는 2006년에 에스파뇰 B를 이끌고 3부 리그 승격에 성공했다.
이비사-에이비사를 잠깐 지도한 루비는 베니도름의 지휘봉을 잡았다. 그는 시즌 종료 후 3부 리그 6위의 성적을 거두고 떠났다.
2012년 6월 8일, 루비는 한때 감독진의 일원으로 활약한 적이 있는 지로나의 사령탑으로 취임했다. 그는 구단 역사상 최고 성적인 4위를 기록했지만, 플레이오프전에서 탈락하며 승격이 좌절되었다.
루비는 지로나를 떠나 2013년 6월 28일에 티토 빌라노바의 바르셀로나 감독진에 합류했다. 이듬해 6월 3일, 그는 해임된 후안 이그나시오 마르티네스의 뒤를 이어 바야돌리드의 지휘봉을 잡았다.
플레이오프전 끝에 라 리가 승격이 무산되자, 루비의 후임으로 가이스카 가리타노가 2015년 7월 6일에 취임했다. 2015년 10월 28일, 그는 레반테의 감독이 되어 경질된 루카스 알카라스의 직위를 인수했다. 그는 시즌 말까지 7승을 추가하는데 그쳤고, 레반테가 6년 만에 2부 리그로 떨어지면서 2016년 5월 26일에 구단의 해고장을 받았다.
루비는 2017년 1월 18일에 아벨라르도의 후임으로 스포르팅 히혼 감독이 되었다. 같은 해 6월, 히혼의 강등 후, 그는 우에스카의 감독이 되었다.
2018년 5월 25일, 아라곤 연고 구단을 사상 첫 1부 리그 승격을 이룩하고, 루비는 시즌 종료 후 사임을 발표했다. 2018년 6월 3일, 그는 에스파뇰로 복귀했는데, 이번에는 1부 리그의 1군 감독이 되었다.
2019년 6월 6일, 루비는 방출 조항에 따라 에스파뇰을 떠났고, 몇 시간 후 베티스 감독으로 취임해 입단식을 치렀다. 그러나, 이듬해 6월 21일, 구단이 8경기를 남겨놓고 강등권과 8점차로 내려앉으면서 루비는 경질되었다.
2021년 4월 28일, 루비는 6경기 남겨놓고 3위에 오른 알메리아와 2년 반 계약을 맺고 호세 마누엘 고메스의 후임으로 계약을 체결했다.

## 감독 통계
2023년 6월 4일 기준
| 구단             | 국적      | 취임             | 해임            | 기록 | 기록 | 기록 | 기록 | 기록 | 기록 | 기록 | 기록  | 주석   |
| 구단             | 국적      | 취임             | 해임            | 전   | 승   | 무   | 패   | 득   | 실   | 차   | 율 %  | 주석   |
| ---------------- | --------- | ---------------- | --------------- | ---- | ---- | ---- | ---- | ---- | ---- | ---- | ----- | ------ |
| 빌라사르 데 마르 | 스페인    | 2001년 6월 8일   | 2003년 6월 30일 | 76   | 31   | 16   | 29   | 136  | 134  | +2   | 40.79 | [ 21 ] |
| 로스피탈레트     | 스페인    | 2003년 6월 30일  | 2004년 7월 1일  | 42   | 23   | 7    | 12   | 66   | 48   | +18  | 54.76 | [ 22 ] |
| 사바델           | 스페인    | 2004년 7월 1일   | 2005년 2월 28일 | 25   | 6    | 10   | 9    | 27   | 36   | −9   | 24.00 | [ 23 ] |
| 에스파뇰 B       | 스페인    | 2005년 7월 1일   | 2008년 3월 10일 | 108  | 46   | 30   | 32   | 172  | 125  | +47  | 42.59 | [ 24 ] |
| 이비사-에이비사  | 스페인    | 2008년 7월 1일   | 2008년 11월 3일 | 11   | 2    | 3    | 6    | 15   | 23   | −8   | 18.18 | [ 25 ] |
| 베니도름         | 스페인    | 2009년 6월 11일  | 2010년 7월 1일  | 38   | 18   | 10   | 10   | 68   | 51   | +17  | 47.37 | [ 26 ] |
| 지로나           | 스페인    | 2012년 6월 8일   | 2013년 6월 28일 | 47   | 22   | 9    | 16   | 78   | 64   | +14  | 46.81 | [ 27 ] |
| 바야돌리드       | 스페인    | 2014년 6월 3일   | 2015년 7월 6일  | 48   | 23   | 12   | 14   | 71   | 43   | +28  | 47.92 | [ 28 ] |
| 레반테           | 스페인    | 2015년 10월 28일 | 2016년 5월 26일 | 31   | 7    | 6    | 18   | 33   | 54   | −21  | 22.58 | [ 29 ] |
| 스포르팅 히혼    | 스페인    | 2017년 1월 17일  | 2017년 6월 10일 | 20   | 4    | 7    | 9    | 23   | 35   | −12  | 20.00 | [ 30 ] |
| 우에스카         | 스페인    | 2017년 6월 23일  | 2018년 6월 3일  | 43   | 21   | 12   | 10   | 61   | 42   | +19  | 48.84 | [ 31 ] |
| 에스파뇰         | 스페인    | 2018년 6월 3일   | 2019년 6월 6일  | 44   | 16   | 13   | 15   | 57   | 59   | −2   | 36.36 | [ 32 ] |
| 베티스           | 스페인    | 2019년 6월 6일   | 2020년 6월 21일 | 33   | 10   | 11   | 12   | 49   | 50   | −1   | 30.30 | [ 33 ] |
| 알메리아         | 스페인    | 2021년 4월 28일  | 2023년 6월 5일  | 92   | 39   | 21   | 32   | 131  | 116  | +15  | 42.39 | [ 34 ] |
| 경력 합계        | 경력 합계 | 경력 합계        | 경력 합계       | 658  | 268  | 167  | 223  | 987  | 880  | +107 | 40.73 | —      |